# Chromecast
Chromecast — це цифровий медіа-плеєр, розроблений компанією Google. Пристрій створено для програвання потокового відео- або аудіо-контенту за допомогою Wi-Fi з Інтернету або локальної мережі. Для використання пристрою користувачеві потрібно обрати контент з веббраузера Google Chrome на персональному комп'ютері або в підтримуваному додатку на своєму мобільному пристрої для потокового відтворення на їхньому телевізорі. Пристрій було презентовано 24 липня 2013 року, після чого він став доступним для придбання того ж дня у Сполучених Штатах за ціною 35 доларів США.

## Габарити та підключення
Довжина пристрою становить 72 мм. Chromecast підключається до HDMI-порту телевізора, в той час як живлення подається шляхом підключення пристрою через Micro-USB-порт до зовнішнього джерела живлення або до порту USB телевізора. Пристрій підключається до домашньої мережі користувача та Інтернету через Wi-Fi. Chromecast працює в двох напрямках, обидва з яких контенту до телевізора. Перший використовує мобільні та вебзастосунки, а інший, що зветься «трансляцією вкладки», може відтворювати майже будь-який контент, що відображається у браузері Google Chrome на персональному комп'ютері.
Основний метод відтворення мультимедійних файлів через Chromecast здійснюється за допомогою мобільних і вебдодатків, які контролюють вибір, відтворення та гучність. Медіа-контент відтворюється в потоковому режимі через Chromecast, що дозволяє контролювати пристрій з метою уникнення переривання використання мобільних даних, звільняючи пристрій для інших завдань, таких як відповідь на телефонний виклик, не перериваючи відтворення. Підтримуються мобільні застосунки для Android та iOS, а також і вебзастосунки, що встановлені у браузері Google Chrome для Windows, macOS та Chrome OS. Якість зображення залежить від обчислювальної потужності комп'ютера та його відповідності мінімальним системним вимогам, необхідним для програвання потокового відео. Контент, який використовує плаґіни, такі як Silverlight і QuickTime, повністю не підтримується, тобто зображення або звук може бути відсутнім.

## Chromecast та мобільні додатки
На час випуску Chromecast, YouTube і Netflix були доступні як застосунки для ОС Android, iOS і Chrome. Додатки Google Play Music і Google Play Movies & TV були також доступні, але тільки для платформи Android. Google порадив іншим зацікавленим розробникам створювати і тестувати додатки з підтримкою Chromecast, але не поширювати їх, доки компанія не випустить серійну версію комплекту програмного забезпечення для розробників. Хоча це зауваження залишається в силі, застосунки з підтримкою Chromecast для Hulu Plus і Pandora Radio були випущені у жовтні 2013 року, а згодом і HBO GO в листопаді. Джеф Лоуренс, засновник і генеральний директор PlayOn, сказав, що Google надавав статус «найбільш привілейованого розробникам» найбільшим компаніям, спеціалізованим на потоковому відтворенні, але обраний ним шлях не зрозумілий з точки зору Google.
Google запросив розробників на дводенний хакатон, що пройшов 7 грудня у його штаб-квартирі в Маунтін-В'ю, де запропонував випробувати, очікуючу випуску версію SDK. На сесії було запрошено 40 розробників з 30 компаній, які показали 10 інших застосунків, в тому числі Plex, Avia і RealPlayer Cloud. Маріо Кейруш, віце-президент Google з управління продуктами, сказав, що компанія зареєструвала «сотні розробників», які виявили бажання використовувати можливості Chromecast у своїх застосунках. Нижче наведено неповний список.

## Обладнання
Chromecast містить у чипі систему Marvell 88DE3005 (Армада 1500 — міні), яка включає кодеки для апаратного декодування форматів стиснення відео VP8 і H.264. Радіозв'язок обробляє AzureWave NH-387 Wi-Fi, який підтримує стандарт Wi-Fi 802.11b/g/n на частоті 2,4 ГГц. Пристрій має 512 МБ оперативної пам'яті Micron DDR3L і 2 Гб флеш-пам'яті.

## Програмне забезпечення
Google випустила бета-версію «Google Cast SDK», що дозволяє розробникам зробити свої застосунки сумісними з Chromecast. Розробники повинні створити «відправника», тобто додаток для Google Chrome, Android або iOS, щоб відправити медіа до сторінки «приймача», який з'явиться на Chromecast, щоб відтворити вміст. Станом на 22 серпня 2013 Google випустила попередню версію 1.0.1, яка підтримуватиметься тільки в короткостроковій перспективі і призначена тільки для розробки застосунків і тестування. Компанія настійно рекомендує розробникам не розповсюджувати програми публічно, поки офіційний SDK не випустять.

## Протокол DIAL

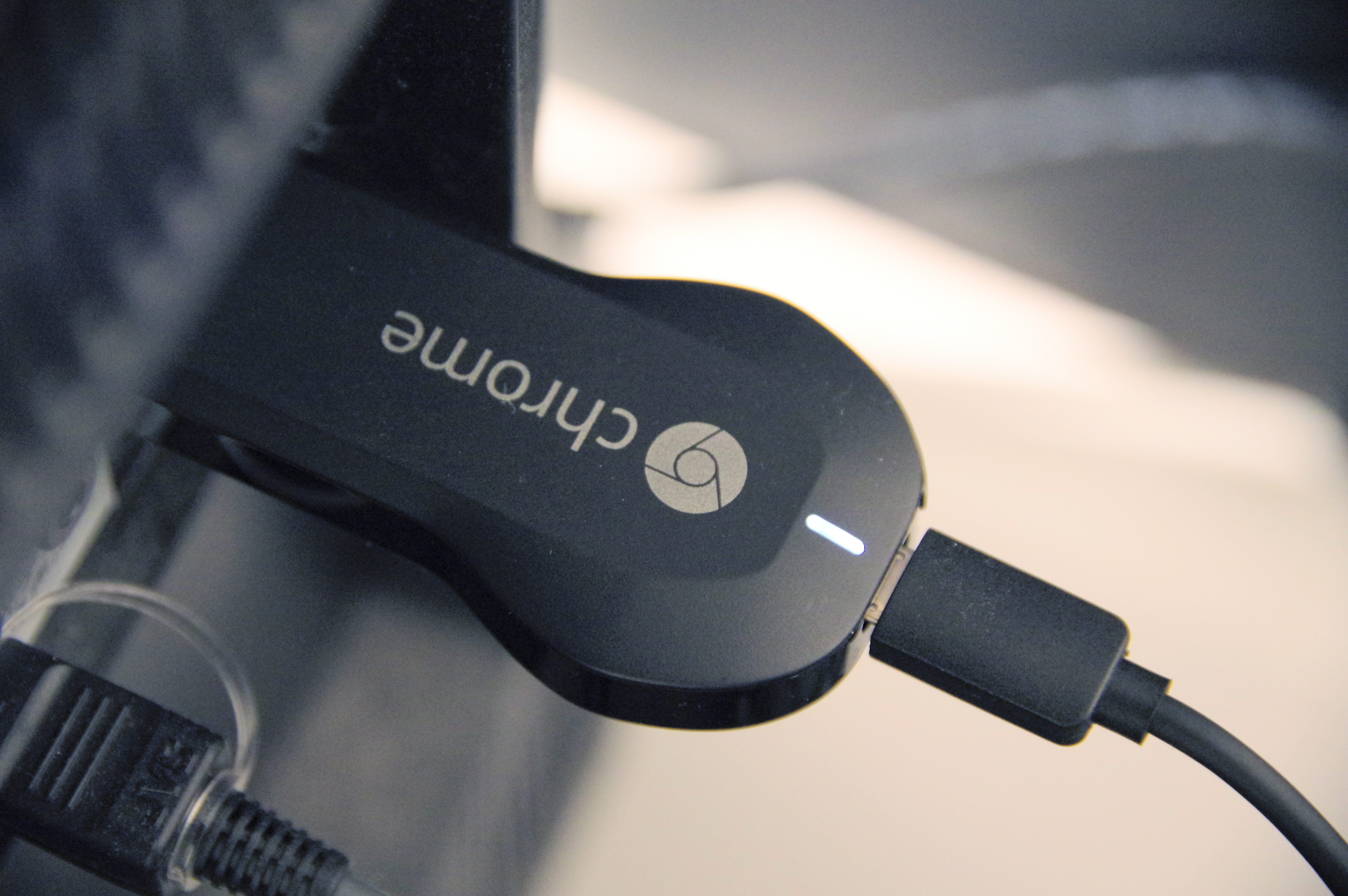
Перше покоління Chromecast підключене до HDMI-виходу телевізора

Chromecast використовує протокол DIAL, розроблений спільними зусиллями компаній Netflix та YouTube, для пошуку доступних пристроїв у мережі Wi-Fi. Після того, як пристрій виявлено, протокол синхронізує інформацію про те, як під'єднатися до нього.

## Операційна система
На вступній прес-конференції Уго Барра, віце-президент Google з управління продуктами Android, сказав, що Chromecast працює на спрощеній версії Chrome OS. Згодом, команда хакерів заявила, що пристрій працює за допомогою «скоріше Android, ніж ChromeOS» і, здається, адаптований під програмне забезпечення, вбудоване в Google TV.
Google показує оновлення операційної системи Chromecast на блозі Chrome Release. Як і для пристроїв, які працюють на Chrome OS, оновлення операційної системи Chromecast автоматично завантажуються без попереднього повідомлення.
4 грудня 2013 року було випущено найновіший реліз прошивки Chromecast під номером 14651, в якому було перероблено домашній екран і з'явився новий набір шпалер для домашнього екрану.

## Випуск та визнання
Chromecast був представлений в США та відразу ж став доступним для придбання онлайн 24 липня 2013 року. Щоб спонукати споживачів до купівлі пристрою, Google спочатку запропонував покупцям безкоштовний доступ до сервісу Netflix протягом тримісячного періоду. Chromecast був швидко розпроданий на Amazon.com, BestBuy.com і Google Play, і протягом 24 годин пропозиція Netflix була вичерпана через неочікувано високий попит на пристрої. 19 жовтня 2013 року мобільний застосунок Chromecast було вперше випущено за межами США. Нілай Патель з The Verge дав оцінку Chromecast 8.5 балів з 10 у своєму огляді зі словами: «Імпульсом до покупки Chromecast слугує те, що він є найпростішим, найдешевшим і найкращим рішенням побачити вікно браузера на екрані телевізора». Говорячи про потенціал пристрою, він сказав: «Здається, що Chromecast може насправді виконати все, він має неабиякий потенціал, але Google все ще належить виконати багато роботи». Зокрема, Пател зазначив протокол AirPlay від Apple як приклад розвинутого конкурента, який має багато інших функцій. Огляд TechCrunch сказав про пристрій: «Він вартий своїх $35». Gizmodo дав позитивний відгук, підкресливши простоту установлення та обміну відео. При порівнянні пристрою з конкурентами оглядач сказав: «Chromecast — це не версія Apple TV від Google, і не намагається нею бути». Девід Пог з Нью-Йорк Таймс оцінив роздрібну ціну пристрою, сказавши: «Це чудова ціна для того, що цей гаджет робить, і він здаватиметься все кращим і кращим, якщо більше відео-додатків будуть створені для роботи з ним». Пог зазначив обмеженість функції дзеркального відображення екрану пристрою і сказав, що використання тільки мобільних пристроїв як пульта не було «особливо витонченим», але він назвав Chromecast маленьким, дешевим та простим способом додати Інтернет до телевізора.
У вересні 2015 року компанія Google представила оновлену версію Chromecast 2 та Chromecast Audio.

## Додаткові посилання
- www.google.com/chrome/devices/chromecast/ — офіційний сайт «Chromecast».
- Chromecast at the Google Play marketplace [Архівовано 24 липня 2013 у Wayback Machine.]
- Chromecast developer SDK [Архівовано 28 липня 2013 у Wayback Machine.]
- DIAL Protocol Specification and Registry [Архівовано 5 липня 2019 у Wayback Machine.]
- Inside a Chromecast [Архівовано 21 жовтня 2013 у Wayback Machine.]
- Chromecast 2 — оновлений мультимедійний стік [Архівовано 5 березня 2016 у Wayback Machine.]